# Qiaoshe (köpinghuvudort i Kina, Jiangxi Sheng, lat 28,85, long 115,98)
Qiaoshe är en köpinghuvudort i Kina. Den ligger i provinsen Jiangxi, i den sydöstra delen av landet, omkring 21 kilometer nordost om provinshuvudstaden Nanchang. Antalet invånare är 28 485. Befolkningen består av 13 897 kvinnor och 14 588 män. Barn under 15 år utgör 25,0 %, vuxna 15-64 år 66 %, och äldre över 65 år 8,0 %.
Runt Qiaoshe är det tätbefolkat, med 476 invånare per kvadratkilometer. Närmaste större samhälle är Tangshanzhen, 14,8 km söder om Qiaoshe. Trakten runt Qiaoshe består till största delen av jordbruksmark.
Genomsnittlig årsnederbörd är 2 373 millimeter. Den regnigaste månaden är juni, med i genomsnitt 357 mm nederbörd, och den torraste är oktober, med 36 mm nederbörd.